# Дав (язык)
Дав (Dâw, Dow, «Kamã», «Kamã Makú», «Kamu Maku») — это макуанский язык, на котором говорит народ дав, населяющий территорию чуть ниже слияния рек Ваупес и Негро (через реку от города Сан-Габриэль-де-Качоэйра) в штате Амазонас в Бразилии.
Вымершая разновидность, курикуриари, названная в честь реки Курикуриари, с социолингвистической точки зрения была отдельным языком, но по крайней мере был понятен для носителей дав.

## Фонология

### Гласные
В дав существует 15 гласных
|                       | Передний ряд | Средний ряд | Задний ряд | Задний ряд |
| Негубленные.          | Огубленные   | Негубленные | Огубленные |            |
| --------------------- | ------------ | ----------- | ---------- | ---------- |
| Верхний подъём        | i, ĩ         |             | ɯ, ɯ̃       | u, ũ       |
| Средне-верхний подъём |              | ɵ           | ɤ          | o          |
| Средний подъём        | ɛ, ɛ̃         |             |            | ɔ, ɔ̃       |
| Нижний подъём         | a, ã         |             |            |            |

Гласные в дав ларингализованные, когда появляются рядом с гортанной смычкой, как это показано в примерах ниже:
/ʔɛʔ/ [ʔɛ̰́ʔ] «большой рот»
/nɯʔ/ [nɯ̰́ʔ] «отсутствовать»

#### Созвучие гласных
Сингармонизм в языке дав прежде всего проявляется в двух ситуациях: в сложном слове и с центральным указателем /-Vʔ/, где V указывает гласную. Когда объединяются два слова с первым словом, имеющим структуру слога CVC, сингармонизма не видно, например: /pɔx/ «высокий» + /lã̌ʃ/ «лодка» = /pɔxlã̌ʃ/ «аэроплан». Однако, когда объединяются два слова с первым словом, имеющим структуру слога CV, сингармонизм виден, например: /xɔ̂/ «каноэ» + /tɯm/ «глаз» = /xɯtɯm/ «солнце». Центральный указатель /-Vʔ/ в слове так же, как гласный его слога, тоже добавляется, например: /jɯ̂w/ «кровь» + /-Vʔ/ = /jɯ̂wɯʔ/.

### Согласные
В языке дав существует 25 согласных:
|           |            | Губ.-губ. | Альвеоляр. | Постальвеоляр. | Палат. | Веляр | Глот. |
| --------- | ---------- | --------- | ---------- | -------------- | ------ | ----- | ----- |
| Взрыв.    | Звон.      | p         | t          |                | c      | k     | ʔ     |
| Взрыв.    | Глух.      | b         | d          |                | ɟ      | ɡ     |       |
| Фрикатив. | Фрикатив.  |           |            | ʃ              |        | x     | h     |
| Нос.      | Простые    | m         | n          |                | ɲ      | ŋ     |       |
| Нос.      | Глоттализ. | mˀ        | nˀ         |                | ɲˀ     |       |       |
| Аппр.     | Простые    |           | l          |                | j      | w     |       |
| Аппр.     | Глоттализ. |           | lˀ         |                | jˀ     | wˀ    |       |

Глоттализованные согласные также могут быть ларингализованными, как это показано в примерах ниже:
/wˀac/ [w̰ˀác̚] «весло»
/ʃělˀ/ [ʃěːl̰ˀ̚] «банан»
Взрывные согласные имеют неслышимый релиз как слоговые коды, например:. /pɤp/ «пнуть» реализуется как [pɤp̚], а /kɤɟ/ «поцарапать ногтём» как [kʼɤc̚]. Под нахождением натиска, /c/ и /k/ реализуются как абруптивные согласные, то есть [cʼ] и [kʼ], в отличие от других взрывных согласных, которые реализуются просто, как простые согласные, например: [cʼóc̚] «без волос», [kʼɛ̃́k̚] «подключить».

#### Ударение
Ударение в языке дав является фиксированным, происходящее на последнем слоге в слове. Несколько суффиксов в дав не снимают ударение. Суффиксы делятся на две группы: метрические и экстраметрические. Первый следует общему правилу ударения на последнем слоге, а второй нет. Смотрите примеры ниже, где /-ɔh/ является метрическим суффиксом, а /-ĩh/ экстраметрическим.
[bɤ̀ˈjɤ̂ː] «вернуться»
[bɤ̀jɤ̂ːˈɔ́h] «Вернись!»
[bɤ̀ˈjɤ̂ːĩ̀h] «возвращается»

#### Тон
В языке дав существует или три, или четыре тона, в зависимости от анализа. Есть низкий, высокий, повышенный и нисходящий тоны, которые на письме обозначаются грависом, акутом, кароном и циркумфлексом соответственно, из которых последние два являются лексическими. Низкий тон появляется только в безударных слогах, в то время как высокий тон встречается в ударных слогах, а повышенный и нисходящий встречаются во всех слогах.
Поскольку низкий и высокий тоны нелексические, они часто не отмечаются на письме, как в слове /tɤɡ/ «зуб», которое действительно реализуется как [tɤ́ɡ̚].
Кроме лексической функции тона, тон также может быть морфологическим и синтаксическим. Ниже рассмотрим примеры, первый из которых морфологический, а второй синтаксический, показывающие, какой тон используется в производном способе и какой тон используется для дифференциации непереходного и переходного глаголов.
[wɛ̂d̚] «кушать»
[wɛ̌d̚] «пища»
[cʼɔ́ᵇm] «купать (себя)»
[cʼɔ̂ːᵇm] «купать (кого-то)»
Долгота гласных предсказуема и есть в языке дав, лексически ещё не отличительна. Все гласные с повышенным и нисходящим тонами являются долгими, в то время как все гласные без тона являются краткими.